# Cheryl Webb
 Cheryl Webb (Penrith, 3 oktober 1976) is een Australische snelwandelaarster. Ze nam eenmaal deel aan de Olympische Spelen, maar bleef medailleloos. Ze werd één keer Australisch kampioene op de 20 km snelwandelen.

## Loopbaan
Op de Olympische Spelen van 2004 in Athene eindigde Webb 38e op de 20 km snelwandelen in een tijd van 1:37.40.
In 2005 wandelde Cheryl Webb naar de 21e plaats op de 20 km snelwandelen tijdens de wereldkampioenschappen in Helsinki.
Op de Gemenebestspelen 2006 behaalde Webb haar eerste podiumplaats op een internationaal toernooi. In een tijd van 1:36.03 eindigde ze op de derde plaats op de 20 km snelwandelen, achter haar landgenotes Jane Saville en Natalie Saville.
In 2009 werd Webb eerste bij de Australische kampioenschappen en verbeterde ze haar persoonlijke record tot 1:29.44, wat tot op heden haar beste tijd is gebleven. Haar goede vorm betaalde zich niet uit de bij de WK van Berlijn: ze werd gediskwalificeerd. Een jaar later werd ze vijfde bij de Gemenebestspelen. 

## Titels
- Australisch kampioene 20 km snelwandelen – 2009

## Persoonlijke records
| Onderdeel             | Prestatie | Datum            | Plaats    |
| --------------------- | --------- | ---------------- | --------- |
| 5000 m snelwandelen   | 21.19,19  | 14 februari 2009 | Sydney    |
| 10.000 m snelwandelen | 46.46,74  | 6 januari 2006   | Hobart    |
| 20 km snelwandelen    | 1:29.44   | 7 maart 2009     | Melbourne |

## Palmares

### 20 km snelwandelen
- 2004: 26e Wereldbeker - 1:31.43
- 2004: 38e OS - 1:37.40
- 2005: 21e WK - 1:33.58
- 2006:  Gemenebestspelen - 1:36.03
- 2006: 37e Wereldbeker - 1:36.33
- 2009: DSQ WK
- 2010: 5e Gemenebestspelen - 1:42.03
- 2010: DSQ Wereldbeker